# Parakiefferiella fennica
Parakiefferiella fennica är en tvåvingeart som beskrevs av Tuiskunen 1986. Parakiefferiella fennica ingår i släktet Parakiefferiella och familjen fjädermyggor.
Artens utbredningsområde är Finland. Arten är reproducerande i Sverige. Inga underarter finns listade i Catalogue of Life.